# Kristian Præstbro
Kristian Præstbro (ur. 12 listopada 1954 w Esbjergu) – duński żużlowiec, występujący również na długim torze.

## Życiorys
Brązowy medalista młodzieżowych indywidualnych mistrzostw Danii (1972). Dwukrotny medalista indywidualnych mistrzostw Danii: srebrny (1978) oraz brązowy (Hillerød 1975). Uczestnik eliminacji indywidualnych mistrzostw świata w latach 1978 (XIV miejsce w finale interkontynentalnym w Fredericy) oraz 1979 (XV miejsce w finale duńskim w Fjelsted). Drużynowy mistrz świata (Landshut 1978). 
Pięciokrotny indywidualny mistrz Danii na długim torze (1975, 1976, 1977, 1978, 1979). Czterokrotny finalista indywidualnych mistrzostw świata na długim torze: 1975 – XVII miejsce, 1977 – IX miejsce, 1978 – XII miejsce, 1979 – VIII miejsce.